# TV Anhanguera Rio Verde
TV Anhanguera Rio Verde é uma emissora de televisão brasileira sediada em Rio Verde, cidade do estado de Goiás. Opera no canal 12 (30 UHF digital) e é afiliada à TV Globo. Integra a Rede Anhanguera, rede de televisão pertencente à Grupo Jaime Câmara e com atuação nos estados de Goiás e Tocantins.

## História
A TV Riviera foi inaugurada em 1º de setembro de 1990, sendo a segunda emissora de televisão da Organização Jaime Câmara no interior de Goiás. Sua área de cobertura abrange parte dos municípios do Sul Goiano, enquanto outra parte é coberta pela TV Anhanguera Jataí.
Em 24 de outubro de 2012, a Rede Anhanguera lançou, durante o Jornal Anhanguera 1ª edição a sua nova logomarca, que possui traços semelhantes aos da TV Globo. Na ocasião, a TV Riviera e as outras emissoras da rede no interior de Goiás seguiram o exemplo das emissoras tocantinenses (Araguaína, Gurupi e Palmas) e da emissora da capital Goiânia, passando a adotar o nome TV Anhanguera.

## Sinal digital
| Canal virtual | Canal digital | Proporção de tela | Programação                                    |
| ------------- | ------------- | ----------------- | ---------------------------------------------- |
| 12.1          | 30 UHF        | 1080i             | Programação da TV Anhanguera Rio Verde / Globo |

A emissora iniciou suas transmissões digitais em 11 de dezembro de 2012, através do canal 30 UHF para Rio Verde e áreas próximas.
Transição para o sinal digital
Com base no decreto federal de transição das emissoras de TV brasileiras do sinal analógico para o digital, a TV Anhanguera Rio Verde, bem como parte das outras emissoras da cidade de Rio Verde, cessou suas transmissões pelo canal 12 VHF em 1 de março de 2016, seguindo o cronograma oficial da ANATEL, em um desligamento piloto. O desligamento de seu sinal analógico aconteceu às 12h42, durante o Jornal Anhanguera 1ª edição. O ministro das comunicações, André Figueiredo, apertou simbolicamente um botão em um equipamento, e em seguida, passou a ser exibido um aviso em loop do MCTIC e da ANATEL sobre a mudança em sinal, que permaneceu no ar até 1º de abril, quando o sinal foi definitivamente cortado.

## Sinal
- Acreúna - 43 VHF
- Cachoeira Alta - 13 UHF / 25.1 Digital
- Caçu - 43 UHF / 43.1 Digital
- Inaciolândia - 9 VHF
- Itajá - 36 UHF/ 36.1 Digital
- Itarumã - 18 UHF/ 18.1 Digital
- Maurilândia - 41 UHF/ 41.1 Digital
- Paranaiguara - 32 UHF/ 32.1 Digital
- Quirinópolis - 10.1 Digital
- Santa Helena de Goiás -12.1 Digital
- São Simão - 9 UHF / 9.1 Digital
- Turvelândia - 22 VHF